# Movimento antiautomobilista
O movimento antiautomobilista é uma rede ampla, informal e emergente de indivíduos e organizações, incluindo ativistas sociais, planeadores urbanos, engenheiros de transporte, ambientalistas e outros, reunidos por uma crença partilhada de que veículos motorizados grandes e/ou de alta velocidade (carros, camiões, tratores, motocicletas, etc.) são demasiado dominantes na maioria das cidades modernas.

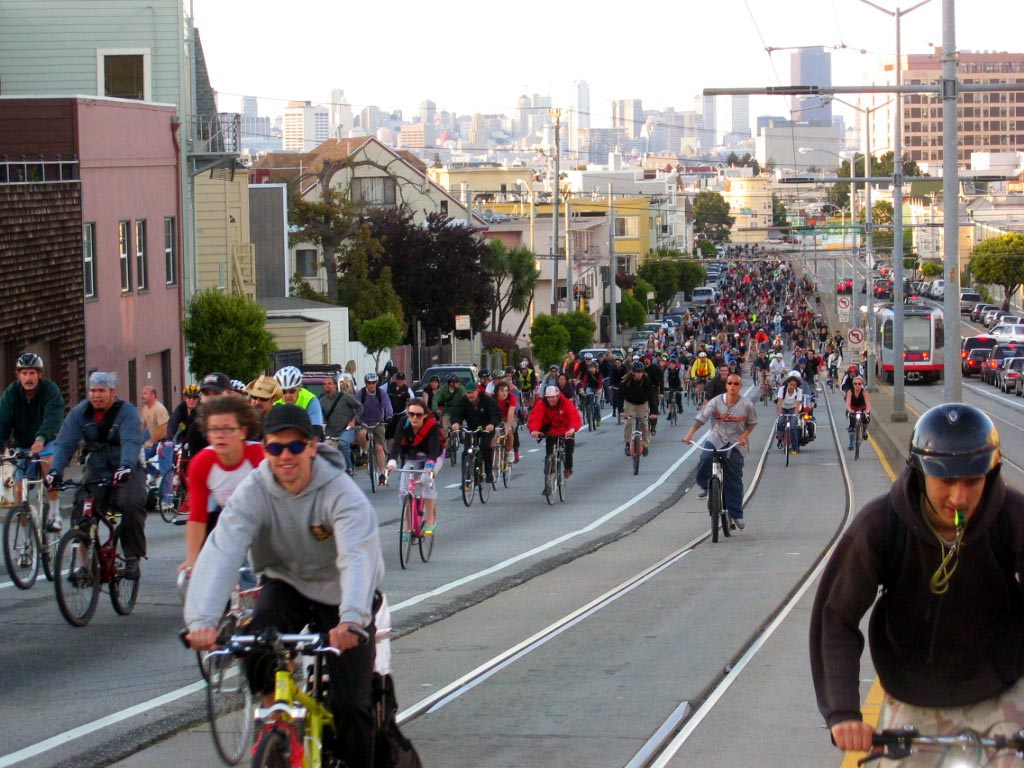
Massa Crítica de São Francisco em 2005

O objetivo do movimento é criar locais onde o uso de veículos motorizados seja bastante reduzido ou eliminado, convertendo as vias e estacionamentos para outros usos públicos e reconstruindo ambientes urbanos compactos onde a maioria dos destinos são de fácil acesso por outros meios, incluindo caminhada, ciclismo, transporte público, transportadores pessoais e mobilidade como serviço.

## Contexto

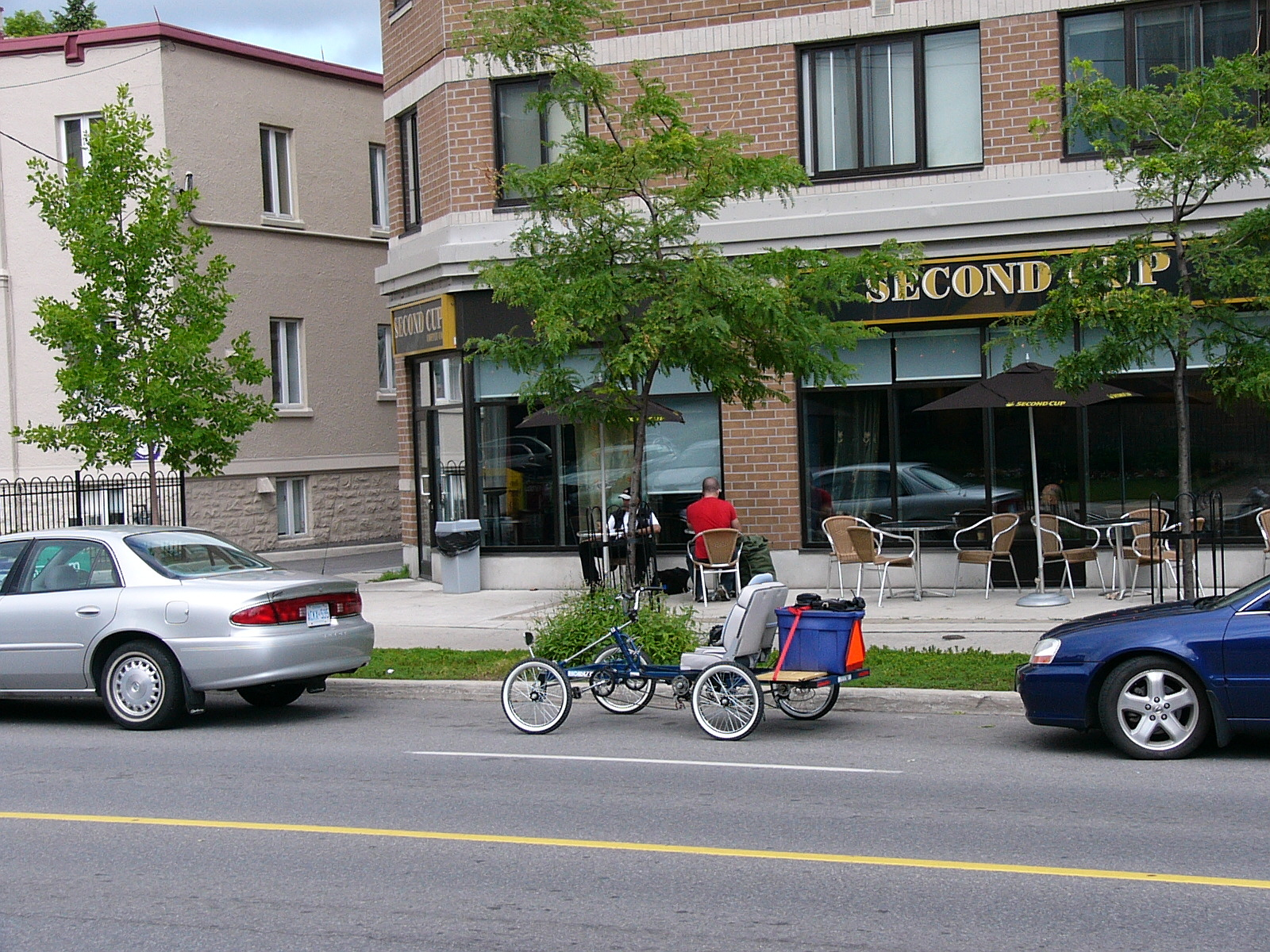
Um quadriciclo estacionado numa rua urbana canadiana entre carros

Antes do século XX, as cidades e vilas eram normalmente compactas, contendo ruas estreitas ocupadas pela atividade humana. No início do século XX, muitos desses povoados foram adaptados para acomodar o carro com vias mais largas, mais lugares de estacionamento e menores densidades populacionais, com espaço entre prédios urbanos reservados para uso automotivo. Densidades populacionais mais baixas significavam expansão urbana com distâncias maiores entre os lugares. O baixo custo de uso trouxe congestionamento de tráfego que tornou o transporte antigo pouco atraente ou impraticável e criou as condições para mais tráfego e expansão; o sistema do carro foi "cada vez mais capaz de 'expulsar' concorrentes, como pés, bicicletas, autocarros e comboios". Este processo levou a mudanças na forma urbana e nos padrões de vida que ofereciam poucas oportunidades para pessoas sem carro.
Alguns governos responderam com políticas e regulamentações destinadas a reverter a dependência do automóvel, aumentando as densidades urbanas, incentivando o desenvolvimento de uso misto e infill, reduzindo o espaço alocado para carros particulares, aumentando a caminhabilidade, apoiando o ciclismo e outros veículos alternativos semelhantes em tamanho e velocidade, e transporte público. Globalmente, o planeamento urbano está a evoluir num esforço para aumentar o transporte público e as parcelas modais de transporte não motorizado e afastar-se do desenvolvimento orientado para o transporte privado. Cidades como Hong Kong desenvolveram um sistema de transporte público altamente integrado que efetivamente reduziu o uso de transporte privado. Em contraste com as viagens automóveis particulares, a partilha de carros, onde as pessoas podem facilmente alugar um carro por algumas horas em vez de comprar um, está a emergir como um elemento cada vez mais importante para o transporte urbano.

## Design urbano

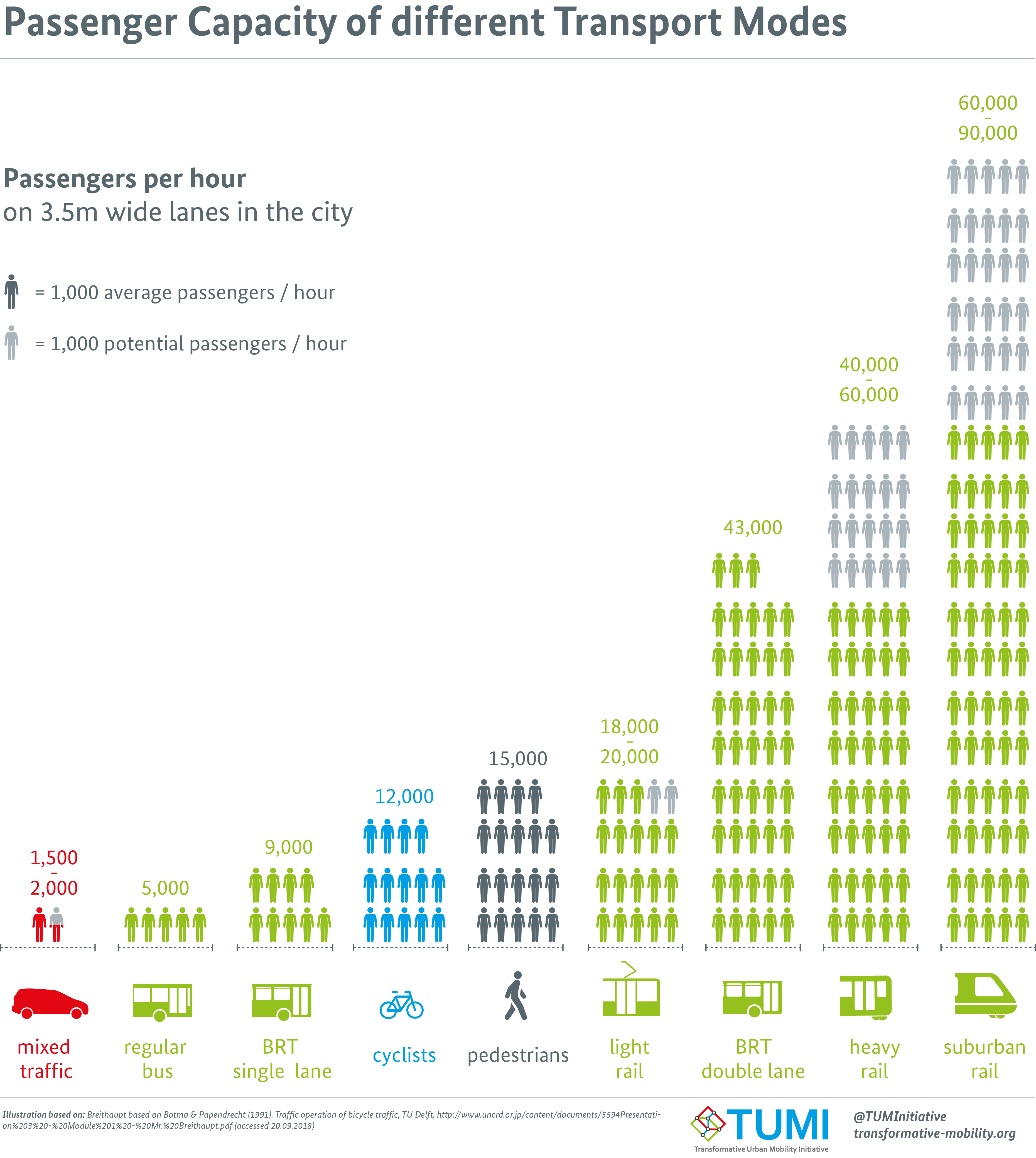
Capacidade de passageiros de diferentes modos de transporte

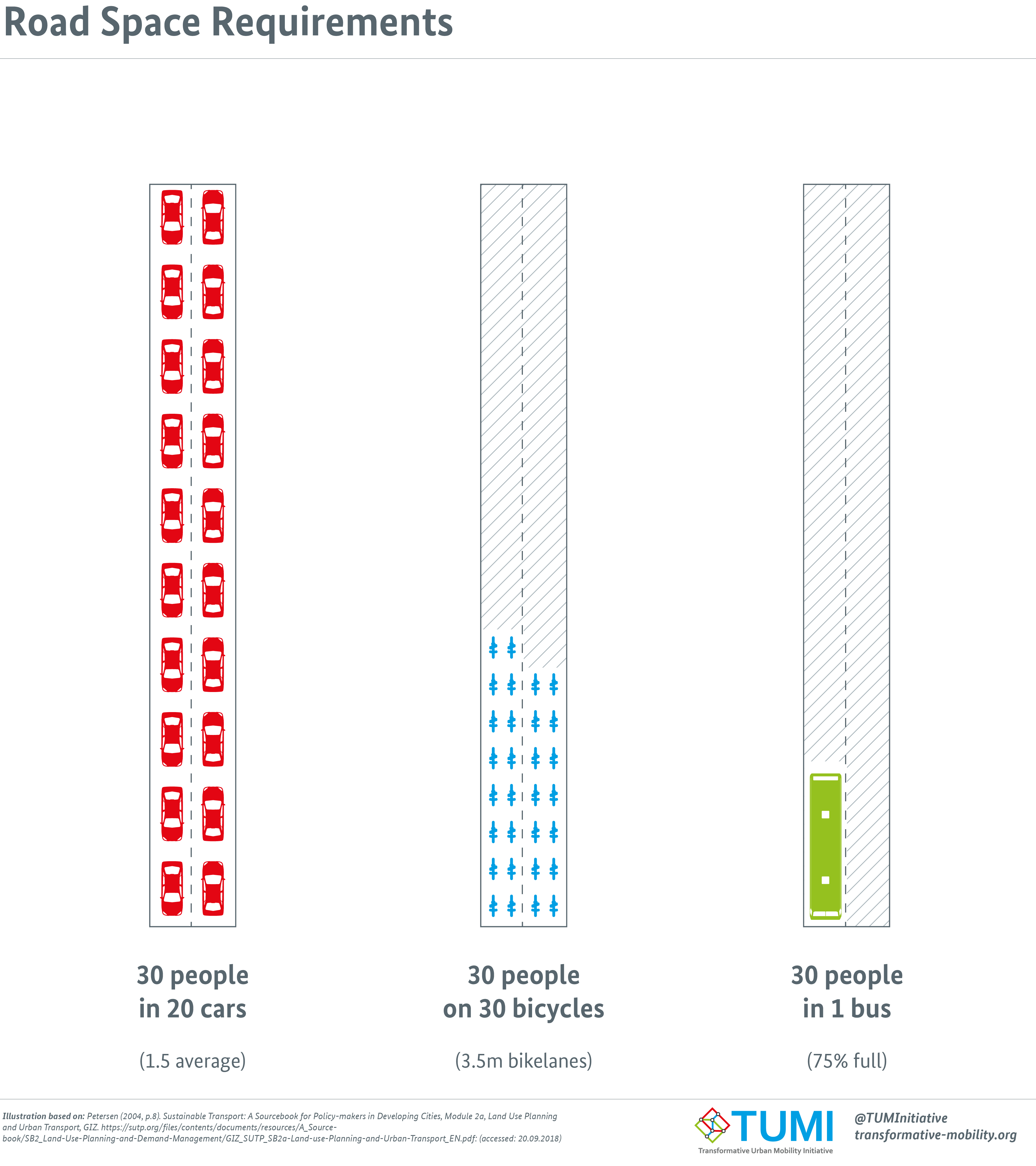
Requisitos de Espaço Rodoviário

Os defensores do movimento sem carros concentram-se em opções de transporte público e sustentável (autocarro, elétrico, etc.) e no design urbano, zoneamento, políticas de colocação de escolas, agricultura urbana, trabalho remoto, e desenvolvimento de habitação que cria proximidade ou acesso para que o transporte de longa-distância se torne menos um requisito da vida quotidiana.
O novo urbanismo é um movimento de design urbano americano que surgiu no início dos anos 80. O seu objetivo tem sido o de reformar todos os aspetos do desenvolvimento imobiliário e planeamento urbano, desde a reforma urbana até infill suburbano. Novos bairros urbanísticos são projetados para conter uma gama diversificada de moradias e empregos, e para serem caminháveis. Outras cidades mais auto-orientadas também estão a fazer mudanças incrementais para fornecer alternativas de transporte por meio de melhorias de complete streets.
World Squares for all [Praças do Mundo para todos] é um plano para remover grande parte do tráfego das principais praças de Londres, incluindo Trafalgar Square e Parliament Square.
Cidades sem carros são, como o nome indica, cidades inteiras (ou pelo menos as suas partes internas) que foram totalmente livres de carros.
Zonas livres de carros são áreas de uma cidade ou vila onde o uso de carros é proibido ou muito restrito.
Para tornar as zonas/cidades livres de carros, balizadores de tráfego (móveis e/ou estacionários) e outras barreiras são frequentemente utilizadas para impedir o acesso de carros.
Living streets e complete streets priorizam as necessidades dos utilizadores da via como um todo sobre as dos motoristas. Estas são projetadas para serem partilhadas por pedestres, crianças a brincar, ciclistas e veículos motorizados de baixa velocidade.

A circunvalação ao redor de Amesterdão (mostrado a vermelho). Nas saídas de circunvalações como esta, podem ser instalados centros de distribuição.

Os centros de distribuição permitem o reabastecimento fácil de supermercados, lojas, restaurantes e muito mais nos centros das cidades. Eles contam com unidades de tração para descarregar a sua carga no centro de distribuição suburbano. Os produtos são então colocados num pequeno camião (por vezes vezes movido a eletricidade), bicicleta de carga ou outro veículo para cobrir o último quilómetro até ao destino no centro da cidade. Além de oferecer vantagens à população (aumento da segurança devido ao menor número de ângulos mortos dos camionistas, redução da poluição sonora e do trânsito, redução das emissões de gás de exaustão e redução da poluição do ar, entre outras), também oferece vantagem financeira para as empresas, pois as unidades de tração exigem muito tempo para percorrer este último quilómetro (falta de agilidade e consomem muito combustível em ruas congestionadas).
O método acima, no entanto, ainda não reduz o uso de carros em centros urbanos sem carros (os clientes usam por vezes o carro para buscar os seus produtos alimentares ou eletrodomésticos nas lojas da cidade, pois têm muito espaço de armazenamento). Este problema é resolvido por meio de sistemas de pedidos online de alimentos, que permitem que os clientes façam pedidos online e, em seguida, recebam na porta do supermercado ou da própria loja, por meio de ciclistas (utilizando bicicletas de carga), robôs de entrega elétricos e carrinhas de entrega. As carrinhas de entrega permitem levar mais carga e entregar a vários clientes numa mesma viagem. Estes sistemas de pedidos de alimentos podem proporcionar uma transição suave para as cidades que desejam tornar-se livres de carros, pois podem reduzir o uso de carros pessoais e a procura de carros pessoais nas cidades.
Nos arredores das cidades, entre as saídas dos anéis viários e as próprias zonas livres de carros no centro da cidade, podem ser adicionados estacionamentos adicionais, geralmente sob a forma de estacionamentos subterrâneos (para evitar que ocupe espaço de superfície). No entanto, é necessária uma colocação cuidadosa desses estacionamentos, garantindo que eles sejam feitos longe o suficiente dos centros das cidades (e mais próximos dos anéis viários) para evitar que atraiam mais carros para o centro da cidade. Em alguns casos, perto desses estacionamentos, estão previstas paragens de transporte público Park and ride (ou seja, autocarro) ou sistemas de partilha de bicicletas.
Os programas comunitários de bicicletas fornecem bicicletas dentro de um ambiente urbano para uso de curto prazo. O primeiro esquema de sucesso foi na década de 1960 em Amsterdão e pode agora ser encontrado em muitas outras cidades com 20.000 bicicletas introduzidas em Paris em 2007 no esquema Vélib'. Os sistemas de partilha de bicicletas sem estação surgiram recentemente nos Estados Unidos e oferecem mais comodidade para pessoas que desejam alugar uma bicicleta por um curto período de tempo.

## Grupos de defesa
A Campaign for Better Transport (conhecida anteriormente como Transport2000) foi formada em 1972 na Grã-Bretanha para desafiar os cortes propostos na rede ferroviária britânica e, desde então, promoveu o transporte público.
Car Free Walks é um website baseado no Reino Unido que incentiva os caminhantes a usar o transporte público para chegar ao início e ao final das caminhadas, ao invés de utilizar um carro.

## Grupos de ativismo
Os protestos nas estradas no Reino Unido ganharam destaque no início da década de 1990 em resposta a um grande programa de construção de estradas tanto em comunidades urbanas quanto em áreas rurais.
Reclaim the Streets, um movimento formado em 1991 em Londres, "invadiu" as principais vias, autoestradas ou vias rápidas para montar festas. Embora isso possa obstruir os utilizadores regulares desses espaços, como motoristas de automóveis e utilizadores de autocarros públicos, a filosofia da RTS é que é o tráfego de veículos, não os pedestres, que está causando a obstrução e que, ao ocupar a estrada, eles estão de facto a abrir o espaço público.
Na Flandres, a organização Fietsersbond pediu ao governo que proíba as unidades de tração nos centros das cidades.
Os passeios Critical Mass surgiram em 1992 em São Francisco, onde os ciclistas tomam as ruas em massa para dominar o trânsito, usando o slogan "nós somos trânsito". O passeio foi fundado com a ideia de chamar a atenção para o quão hostil a cidade era para os ciclistas. O movimento cresceu para incluir eventos nas principais cidades metropolitanas ao redor do mundo.
O World Naked Bike Ride nasceu em 2001 em Espanha com os primeiros passeios de bicicleta nua, que surgiu como WNBR em 2004, um conceito que se espalhou rapidamente através de colaborações com muitos grupos ativistas e indivíduos ao redor do mundo para promover o transporte de bicicletas, energia renovável, recreação, comunidades caminháveis e vida sustentável e ambientalmente responsável.
O Parking Days começou em 2005 quando REBAR, um grupo colaborativo de criadores, designers e ativistas com sede em São Francisco, transformou um lugar de estacionamento com parquímetro num pequeno parque completo com relva, assentos e sombra e em 2007 havia 180 parques em 27 cidades ao redor do mundo.

## Eventos oficiais
Os Dias Sem Carros são eventos oficiais com o objetivo comum de tirar um número razoável de carros das ruas de uma cidade ou área alvo ou bairro durante todo ou parte de um dia, a fim de dar uma chance às pessoas que moram e trabalham lá de a considerar como sua cidade pode parecer e funcionar com um número significativamente menor de carros. Os primeiros eventos foram organizados em Reykjavík (Islândia), Bath (Reino Unido) e La Rochelle (França) em 1995. Jacarta, na Indonésia, é uma dessas cidades que hospeda dias sem carros semanais.
A Ciclovía é um evento semelhante em muitas cidades que dá grande ênfase ao ciclismo como alternativa às viagens de carro. O evento teve origem em Bogotá, Colômbia, em 1974. Agora, Bogotá realiza ciclovias semanais que transformam as ruas em gigantescas celebrações sem carros, com palcos montados em parques da cidade com instrutores de aeróbica, professores de ioga e músicos conduzindo as pessoas através de várias apresentações. O evento inspirou celebrações semelhantes em todo o mundo.
Na cidade sem o meu carro! é uma campanha e dia da UE todos os Outonos (Hemisfério Norte) para uma maior utilização de veículos que não o automóvel. Desde então, espalhou-se para fora da UE e, em 2004, mais de 40 países participaram.
O Dia Mundial do Urbanismo foi fundado em 1949 em Buenos Aires e é comemorado em mais de 30 países em quatro continentes a cada dia 8 de novembro.
Towards Car-free Cities é a conferência anual da World Car-free Network e fornece um ponto focal para diversos aspectos do emergente movimento global sem carros. A conferência foi realizada nas principais cidades do mundo, incluindo Portland, Oregon, Estados Unidos em 2008 (a sua primeira vez na América do Norte), e também em Istambul, Turquia; Bogotá, Colômbia; Budapeste, Hungria; Berlim, Alemanha; Praga, República Checa; Timişoara, Roménia; e Lyon, França. A série de conferências tenta preencher a lacuna entre muitas das diversas pessoas e organizações interessadas em reduzir a dependência urbana do automóvel.
A corrida anual de passageiros da Transportation Alternatives coloca um ciclista contra um ciclista de metro e um motorista de táxi numa corrida de Queens a Manhattan. A 5ª corrida Annual Commuter ocorreu em maio de 2009, onde a ciclista Rachel Myers derrotou o utilizador de metro Dan Hendrick e o taxista Willie Thompson para torná-lo o quinto ano em que o competidor na bicicleta venceu. Myers levou o título de 2009 com um tempo de 20 minutos e 15 segundos para fazer a caminhada de 4,2 milhas de Sunnyside, Queens para Columbus Circle em Manhattan. Hendrick apareceu 15 minutos depois do metrô e Thompson chegou de táxi quase meia hora depois. O Transportation Alternatives é um grupo que "procura mudar as prioridades de transporte da cidade de Nova York para incentivar e aumentar as viagens não poluentes, silenciosas e amigáveis à cidade e diminuir - não proibir - o uso de carros particulares. [Eles] buscam um sistema de transporte racional baseado numa 'Hierarquia de Transporte Verde', que dá preferência a modos de viagem com base nos seus benefícios e custos para a sociedade. Para atingir os seus objetivos, a TA trabalha em cinco áreas: Ciclismo, Caminhada e Tráfego Calmante, Parques Livres de Carros, Ruas Seguras e Transporte Sensato." A Commuter Race de 2009 veio logo após uma proibição de trânsito na Times Square em Nova York que chamou a atenção da mídia nacional.

## Desenvolvimento sem carros

### Definições e tipos
Há muitas áreas do mundo onde as pessoas sempre viveram sem carros, porque nenhum acesso rodoviário é possível ou nenhum foi fornecido. Nos países desenvolvidos, isso inclui ilhas e alguns bairros ou povoados históricos, sendo o maior exemplo a cidade dos canais de Veneza. O termo desenvolvimento sem carros implica uma mudança física – seja um novo edifício ou mudanças numa área construída existente.
Melia et al. (2010) definem o desenvolvimento sem carros da seguinte forma:
Os empreendimentos sem carros são empreendimentos residenciais ou de uso misto que:
- Normalmente fornecem um ambiente imediato sem tráfego, e:
- Não oferecem estacionamento ou estacionamento limitado separado da residência, e:
- São projetados para permitir que os moradores vivam sem possuir um carro.

Esta definição (que eles distinguem do mais comum "desenvolvimento baixo em carros") baseia-se principalmente na experiência no noroeste da Europa, onde começou o movimento para o desenvolvimento sem carros. Dentro desta definição são identificados três tipos:
- Modelo Vauban
- Modelo de acesso limitado
- Zonas pedonais com população residencial

#### Vauban
Vauban, Freiburg, Alemanha é, de acordo com essa definição, o maior empreendimento sem carros da Europa, com mais de 5.000 habitantes. Se pode ser considerado livre de carros está aberto ao debate: muitas pessoas locais preferem o termo "Stellplatzfrei" - literalmente "livre de espaços de estacionamento" para descrever o sistema de gestão de tráfego lá. Os veículos são permitidos nas ruas residenciais em ritmo de caminhada para pegar e entregar, mas não para estacionar, embora haja infrações frequentes. Os moradores das áreas de Stellplatzfrei devem assinar uma declaração anual informando se possuem ou não um carro. Os proprietários de automóveis devem adquirir uma vaga num dos estacionamentos de vários andares da periferia, administrados por uma empresa municipal. O custo desses espaços – € 17.500 em 2006, mais uma mensalidade – atua como um desincentivo à posse de automóveis.

#### Tipo de acesso limitado
A forma mais comum de desenvolvimento sem carros envolve algum tipo de barreira física, que impede que veículos motorizados penetrem NUM centro sem carros. Melia et al. descrevem isso como o tipo "Acesso Limitado". Em alguns casos, como Stellwerk 60 em Colônia, há uma barreira removível, controlada por organizações de moradores. Em outros casos, como em Waterwijk, o acesso veicular só está disponível a partir do exterior.

#### Zonas pedonais
Enquanto que os dois primeiros modelos se aplicam a empreendimentos sem carros recém-construídos, a maioria das áreas de pedestres foi adaptada. As zonas pedonais podem ser consideradas desenvolvimentos sem carros quando incluem uma população significativa e uma baixa taxa de propriedade de veículos por agregado familiar. O maior exemplo na Europa é Groningen, Países Baixos, que tinha uma população de 16.500 habitantes no centro da cidade em 2008.

### Benefícios e problemas

Redução da pegada de carbono para várias ações

Foram feitos vários estudos sobre desenvolvimentos europeus sem carros. O mais abrangente foi realizada em 2000 por Jan Scheurer. Outros estudos mais recentes foram feitos em áreas específicas sem carros, como o desenvolvimento sem carros Floridsdorf em Viena.
Os principais benefícios encontrados para desenvolvimentos sem carros (resumidos em Melia et al. 2010) encontrados nos vários estudos são:
- níveis muito baixos de uso do carro, resultando em muito menos tráfego nas estradas circundantes
- altas taxas de caminhada e ciclismo
- movimento mais independente e brincadeira ativa entre as crianças
- menos terreno ocupado para estacionamento e estradas – mais disponível para espaços verdes ou sociais

Os principais problemas relacionados com a gestão de estacionamento. Onde o estacionamento não é controlado na área circundante, isso geralmente resulta em reclamações dos vizinhos sobre o estacionamento excessivo.